# جوليانو ريال باتشيكو
جوليانو ريال باتشيكو (بالبرتغالية: Juliano Real Pacheco‏) هو لاعب كرة قدم برازيلي في مركز الوسط، ولد في 6 أبريل 1990 في بيلوتاس في البرازيل. لعب مع نادي إنترناسيونال ونادي غوياس ونادي فورتاليزا.

## وصلات خارجية
- جوليانو ريال باتشيكو على موقع قاعدة بيانات كرة القدم.إي يو (الإنجليزية)
- جوليانو ريال باتشيكو على موقع Soccerway.com (الإنجليزية)